# Salmon Creek
Salmon Creek és una concentració de població designada pel cens dels Estats Units a l'estat de Washington. Segons el cens del 2000 tenia 16.767 habitants, 6.439 habitatges, i 4.642 famílies. La densitat de població era de 1.032,5 habitants per km².

## Poblacions més properes
El següent diagrama mostra les poblacions més properes.